# Necropoli di Cannicella
La necropoli di Cannicella si trova ad Orvieto, sul versante meridionale della rupe. La Necropoli del Crocifisso del Tufo occupa invece quello settentrionale.

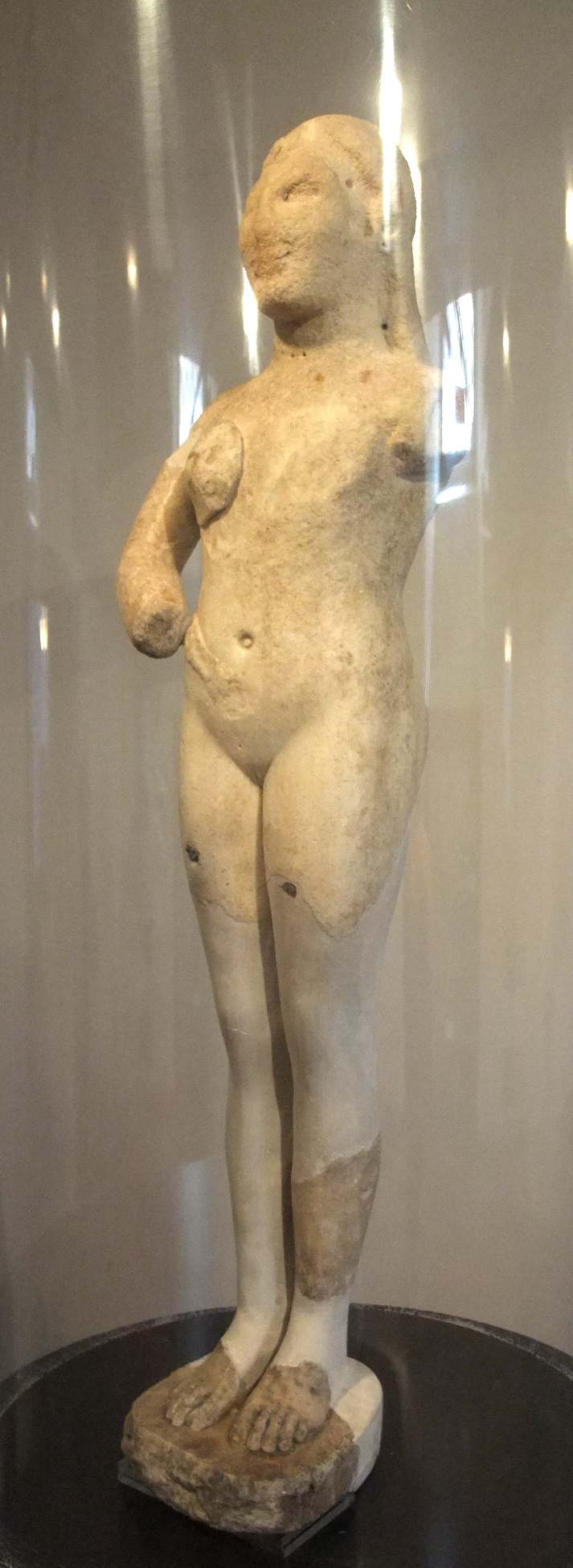
Venere di Cannicella, museo Faina, Orvieto.

## Origine del nome e sintesi storico-artistica
La località deve il suo nome alla vegetazione, naturalmente ricca di canne.
Le tombe, esplorate a più riprese tra il XIX ed il XX secolo, coprono un arco cronologico compreso tra il VII secolo a.C. ed il periodo a ridosso la conquista della città da parte di Roma (264 a.C.). Molto numerosi sono i monumenti databili tra VI e V sec. a.C. che appaiono disposti con una certa regolarità, spesso anche grazie ad una serie di terrazzamenti. 
Nel 1884, in seguito alla scoperta di un muro in blocchi di tufo esteso per 50 metri, fu possibile identificare un santuario. Questo complesso, probabilmente legato a divinità del sottosuolo ed a pratiche religiose connesse con la celebrazione dei defunti, è stato sistematicamente esplorato tra il 1977 ed il 1999. Degli apprestamenti liturgici facevano parte una serie di canalette legate alla circolazione di acqua ed all'offerta di liquidi. Importante è la scoperta di una fossa entro cui, dopo la distruzione romana del santuario, vennero accumulati resti delle decorazioni dell'edificio sacro, vasellame e numerosissimi resti di animali. Per la realizzazione di questo santuario, che in virtù delle dimensioni contenute ricorda una vera e propria "cappella cimiteriale", vennero rasi al suolo alcuni dei sepolcri che in precedenza trovavano posto nell'area.
Oltre alla scultura nota come "Venere di Cannicella", l'area sacra ha restituito importanti terrecotte architettoniche. Tra esse spicca un acroterio in terracotta raffigurante il Matricidio di Oreste, databile al 480 a.C. circa ed oggi conservato presso il Museo Archeologico Nazionale di Orvieto. L'area del santuario continuò ad essere frequentata nel corso dell'età romana, quando vennero realizzate una serie di vasche, e medievale. Tra i ritrovamenti più interessanti si annoverano alcune tombe longobarde; una di queste, sicuramente riferibile ad un uomo, ha dato guarnizioni per cintura ed armi in ferro.

## La Venere di Cannicella
All'interno dell'area sacra venne scoperta una statua alta 80 cm raffigurante una donna nuda in piedi, con il braccio destro rivolto verso il ventre, ma mancante della mano, il braccio sinistro (anch'esso perduto) forse era steso sul fianco.
I lunghi capelli ricadono ai lati della testa e poi dietro le spalle. La presenza di una serie di forellini in corrispondenza della fronte e del collo permette di ipotizzare che il simulacro fosse ornato da alcuni monili.
La statua, ora nel Museo Faina, è in marmo proveniente dall'isola di Paro in Grecia.
Lo stile permette di datare il monumento verso la fine del VI secolo a.C.